# Гомилсько
Гомилсько (словен. Gomilsko) — поселення в общині Брасловче, Савинський регіон, Словенія. 
Висота над рівнем моря: 290,2 м.